# Sinfonía alpina

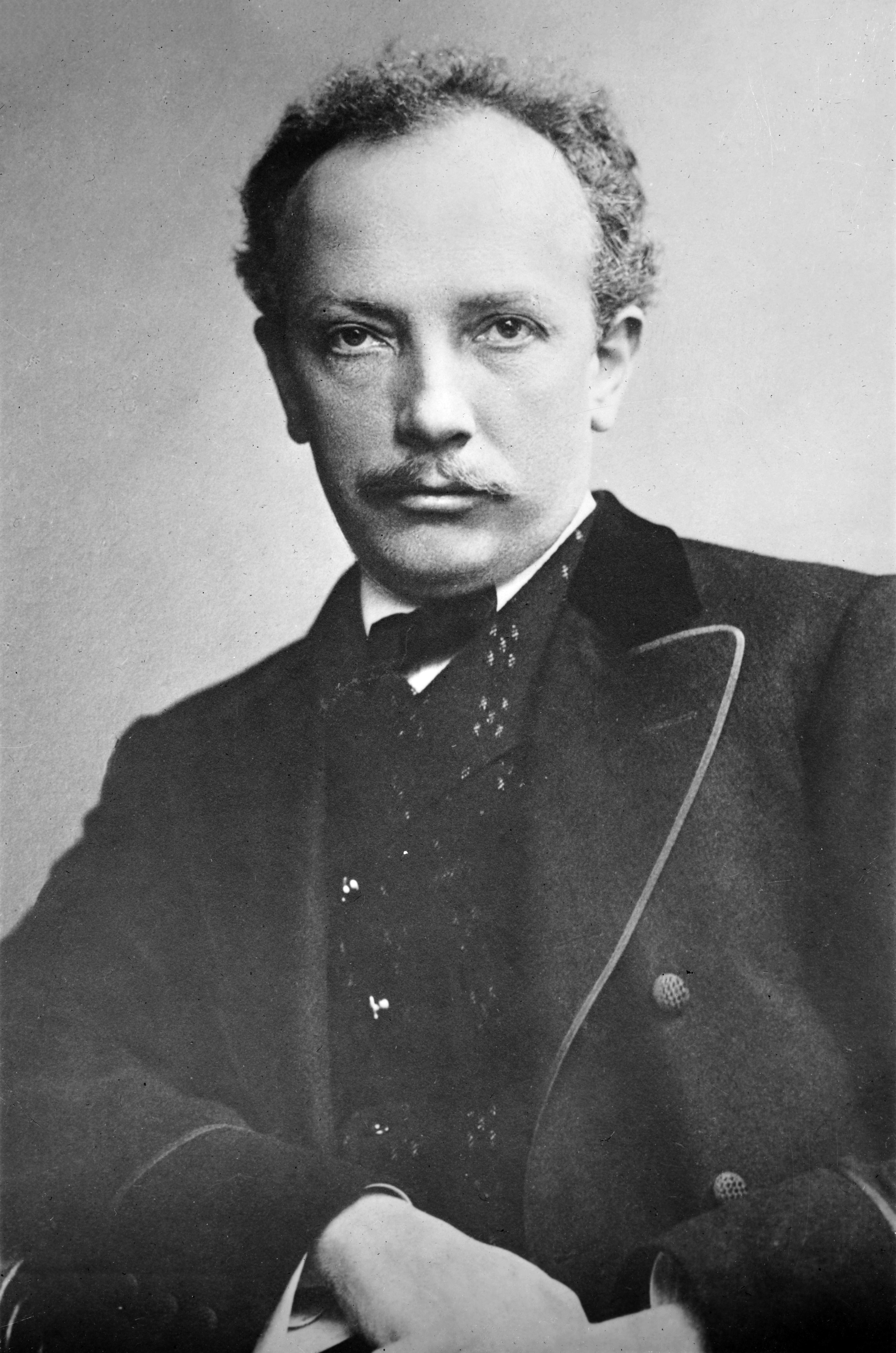
Strauss en 1910.

Eine Alpensinfonie, Op. 64 (en español, Sinfonía alpina) es un poema sinfónico compuesto por Richard Strauss entre 1911 y 1915. La obra está dedicada a Nicolaus Seebach y la real orquesta. Se trata del último poema sinfónico del maestro de Múnich.

## Historia
La composición de la obra se desarrolló entre 1911 y 1915. Los primeros esbozos proceden de 1911. En 1914 el maestro se dedicó con más intensidad a esta obra y tras cien días de trabajo la partitura está terminada el 8 de febrero de 1915. Aunque Richard Strauss era célebre como compositor de poemas sinfónicos, en la época de la Alpensinfonie llevaba una docena de años sin producir una gran obra sinfónica, ya que había centrado su atención en la ópera. Tal vez porque la Primera Guerra Mundial estaba en marcha y las oportunidades de producir nuevas óperas eran menores, volvió por última vez al poema sinfónico.
La dedicatoria que figura en la partitura es para el conde Nicolaus Seebach, que era el director de la Ópera Real de Dresde donde se habían estrenado cuatro de las seis óperas que Strauss había escrito hasta entonces.
El estreno se celebró el 28 de octubre de 1915 en Berlín con una interpretación de la Dresdner Hofkapelle dirigida por el propio compositor. 

## Instrumentación
La partitura está escrita para una gran orquesta formada por:
- Viento madera: 2 flautas, 2 flautines (tocados por flautas 3 y 4), 2 oboes, 1 corno inglés (tocado por el tercer oboe), 1 heckelfón u oboe bajo, 1 clarinete piccolo en mi bemol, 2 clarinetes en si bemol, 1 clarinete en do (y clarinete bajo en si bemol), 3 fagotes, 1 contrafagot (tocado por el cuarto fagot). Tras el escenario: 12 trompas, 2 trompetas y 2 trombones.
- Viento metal: 4 trompas, 4 tubas Wagner en si bemol y fa (son tocadas por trompas 5 a 8), 4 trompetas (1 y 2 en si bemol; 3 y 4 en mi bemol que luego cambian a do), 4 trombones, 2 tubas.
- Percusión: timbales (2 intérpretes), bombo, caja, platillos, triángulo, cencerros, tam-tam (3 intérpretes), glockenspiel, máquina de viento, máquina de truenos.
- Teclado: órgano, celesta.
- Cuerda: 2 arpas (dobles, si es posible) y una sección de cuerdas con 18 violines I, 16 violines II, 12 violas, 10 violonchelos, 8 contrabajos.

La orquestación es opulenta. Para algunos es gloriosa, para otros resulta exagerada y ampulosa. Utiliza un oboe bajo poco común, el heckelphone, además de láminas de trueno, una máquina de viento y otros efectos inusuales. El compositor consideraba esta pieza su más perfecto trabajo de orquestación. En ocasiones, si la plantilla de la orquesta lo permite, en el número 94 de la partitura (al final de Visión), se suelen duplicar las dos flautas, los oboes y los clarinetes en do y el mi bemol. En general, y de acuerdo a las especificaciones de Strauss, se necesitarían al menos 107 músicos. Si se tienen en cuenta las recomendaciones acerca del refuerzo de algunas secciones en pasajes determinados, y si se cuenta con la orquesta fuera de escena, la plantilla recomendada sería de, por lo menos, 129 músicos.

## Estructura y análisis

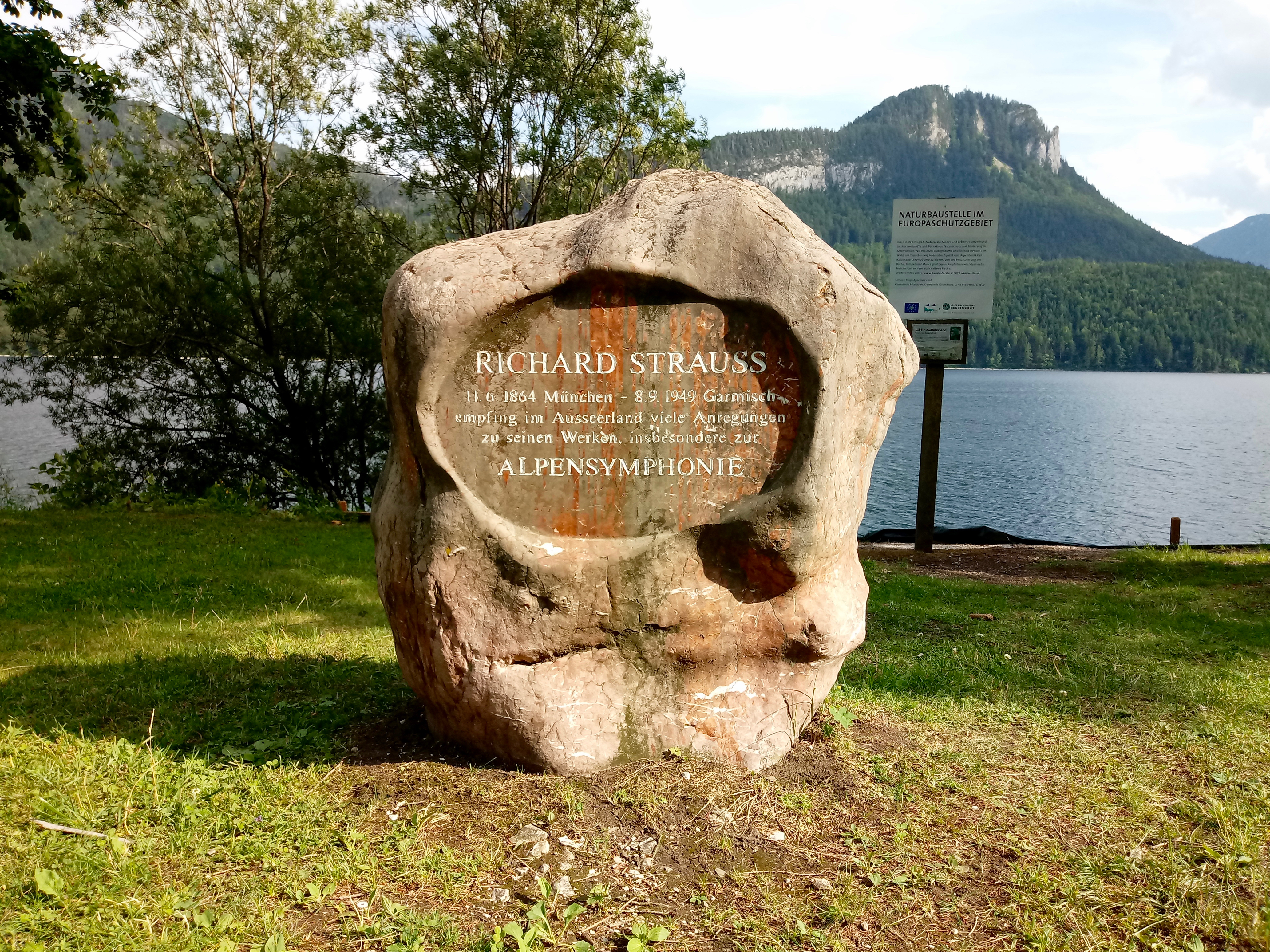
Monumento conmemorativo a Richard Strauss y su Sinfonía alpina en Altaussee, Austria.

La obra está dividida en las siguientes escenas:
- 1. Nacht (Noche)
- 2. Sonnenaufgang (Amanecer)
- 3. Der Anstieg (El ascenso)
- 4. Eintritt in den Wald (Entrando en el bosque)
- 5. Wanderung neben dem Bache (Caminando junto al arroyo)
- 6. Am Wasserfall (Por la cascada)
- 7. Erscheinung (Aparición)
- 8. Auf blumigen Wiesen (En los prados floridos)
- 9. Auf der Alm (En los pastos)
- 10. Durch Dickicht und Gestrüpp auf Irrwegen (Perdido en la espesura y la maleza)
- 11. Auf dem Gletscher (En el glaciar)
- 12. Gefahrvolle Augenblicke (Instantes de peligro)
- 13. Auf dem Gipfel (En la cima)
- 14. Vision (Visión)
- 15. Nebel steigen auf (Aparece la niebla)
- 16. Die Sonne verdüstert sich allmählich (Comienzo de la puesta del sol)
- 17. Elegie (Elegía)
- 18. Stille vor der Sturme (Calma antes de la tormenta)
- 19. Gewitter und Sturm, Abstieg (Trueno y tormenta, descenso)
- 20. Sonnenuntergang (Ocaso)
- 21. Ausklang (Epílogo)
- 22. Nacht (Noche)

La interpretación de esta obra dura aproximadamente entre 45 y 50 minutos. La pieza tiene una considerable extensión de proporciones sinfónicas y sus diversas escenas se interpretan sin interrupción alguna. Se trata de un ejemplo de música programática porque cumple un programa (expresa un argumento) narrado por el compositor; en este caso su programa específico es la sucesión de etapas en la ascensión a un pico de los Alpes bávaros y el descenso de retorno al valle. Esta excursión también representa simbólicamente el ideal nietzscheano de alcanzar el objetivo de la vida mediante la fuerza de la propia voluntad, sin depender de creencias religiosas. El compositor emplea toda la variedad cromática de la orquesta para transmitir las impresiones que le producen cada uno de los momentos vividos y los parajes atravesados en la ascensión. Hace aquí un uso extensivo del leitmotiv, asociando cada uno de los elementos presentes (la noche, el sol, la lluvia...) a un tema musical.
Strauss comienza la obra con un magnífico y silencioso efecto: antes de la salida del sol, la masa de la montaña se hace visible; el motivo de la Noche se escucha en unas trompas silenciosas contra un acorde que se va engrosando nota a nota hasta que todas las notas de Si menor quedan suspendidas en el aire. El amanecer sigue al imponente tema de la montaña. El motivo «Ascenso» inicia la acción. Los escaladores se encuentran con una partida de caza (oímos llamadas de trompa), cruzan un arroyo, pasan por una cascada, pasan por un prado (se oyen cencerros), se enredan en una espesura, cruzan el glaciar (el motivo «Cascada» se «congela» armónicamente aquí), superan los «Momentos peligrosos» y disfrutan de una sensación gloriosa cuando alcanzan la cumbre. Ahora comienzan el «Descenso» (una inversión del motivo «Ascenso», por supuesto), se ven atrapados en una repentina y violenta tormenta, vuelven sobre sus pasos y llegan al pie de la montaña mientras se entona de nuevo el motivo «Noche».

## Discografía selecta
Fue la primera pieza de la historia en ser grabada comercialmente en formato de disco compacto en 1981 por la Orquesta Filarmónica de Berlín dirigida por Herbert von Karajan.
| Año  | Director                  | Orquesta                                    |
| ---- | ------------------------- | ------------------------------------------- |
| 1936 | Richard Strauss           | Orquesta Sinfónica de la Radio de Baviera   |
| 1939 | Karl Böhm                 | Orquesta Sinfónica de Radio Berlín          |
| 1941 | Richard Strauss           | Orquesta Estatal de Baviera                 |
| 1952 | Franz Konwitschny         | Orquesta de la Ópera Estatal de Baviera     |
| 1957 | Karl Böhm                 | Orquesta Estatal Sajona de Dresde           |
| 1964 | Yevgeni Mravinski         | Orquesta Filarmónica de Leningrado          |
| 1966 | Rudolf Kempe              | Orquesta Filarmónica Real                   |
| 1971 | Rudolf Kempe              | Orquesta Estatal Sajona de Dresde           |
| 1975 | Zubin Mehta               | Orquesta Filarmónica de Los Ángeles         |
| 1979 | Georg Solti               | Orquesta Sinfónica de la Radio de Baviera   |
| 1980 | Herbert von Karajan       | Orquesta Filarmónica de Berlín              |
| 1981 | Andrew Davis              | Orquesta Filarmónica de Londres             |
| 1983 | André Previn              | Orquesta de Filadelfia                      |
| 1983 | Pierre Bartholomée        | Orquesta Filarmónica de Lieja               |
| 1983 | Kurt Masur                | Orquesta de la Gewandhaus de Leipzig        |
| 1985 | Bernard Haitink           | Orquesta Real del Concertgebouw             |
| 1986 | Neeme Järvi               | Real Orquesta Nacional Escocesa             |
| 1988 | Vladímir Áshkenazi        | Orquesta de Cleveland                       |
| 1988 | Herbert Blomstedt         | Orquesta Sinfónica de San Francisco         |
| 1988 | Horst Stein               | Orquesta Sinfónica de Bamberg               |
| 1989 | Edo de Waart              | Orquesta de Minnesota                       |
| 1989 | André Previn              | Orquesta Filarmónica de Viena               |
| 1989 | Zubin Mehta               | Orquesta Filarmónica de Berlín              |
| 1990 | Takashi Asahina           | Orquesta Sinfónica de la NDR                |
| 1990 | Rafael Frühbeck de Burgos | Orquesta Sinfónica de Londres               |
| 1992 | Daniel Barenboim          | Orquesta Sinfónica de Chicago               |
| 1992 | Emil Tabakov              | Orquesta Filarmónica de Sofia               |
| 1993 | Giuseppe Sinopoli         | Orquesta Estatal Sajona de Dresde           |
| 1994 | Zdenĕk Košler             | Orquesta Filarmónica Checa                  |
| 1996 | Seiji Ozawa               | Orquesta Filarmónica de Viena               |
| 1997 | Takashi Asahina           | Orquesta Filarmónica de Osaka               |
| 1998 | Kazimierz Kord            | Orquesta Filarmónica Nacional de Varsovia   |
| 1998 | Lorin Maazel              | Orquesta Sinfónica de la Radio de Baviera   |
| 1999 | Vladímir Áshkenazi        | Orquesta Filarmónica Checa                  |
| 1999 | Hartmut Haenchen          | Orquesta Filarmónica de los Países Bajos    |
| 1999 | Giuseppe Sinopoli         | Orquesta Estatal Sajona de Dresde           |
| 2000 | Christian Thielemann      | Orquesta Filarmónica de Viena               |
| 2002 | David Zinman              | Orquesta de la Tonhalle de Zúrich           |
| 2003 | Gerard Schwarz            | Real Orquesta Filarmónica de Liverpool      |
| 2004 | Andrew Litton             | Joven Orquesta Nacional de Gran Bretaña     |
| 2005 | Franz Welser-Möst         | Joven Orquesta Gustav Mahler                |
| 2005 | Antoni Wit                | Orquesta Estatal de Weimar                  |
| 2006 | Rafael Frühbeck de Burgos | Orquesta Filarmónica de Dresde              |
| 2007 | Fabio Luisi               | Orquesta Estatal Sajona de Dresde           |
| 2007 | Jonas Alber               | Orquesta Estatal de Braunschweig            |
| 2008 | Mariss Jansons            | Orquesta Real del Concertgebouw             |
| 2009 | Marek Janowski            | Orquesta Sinfónica de Pittsburgh            |
| 2010 | Bernard Haitink           | Orquesta Sinfónica de Londres               |
| 2010 | Philippe Jordan           | Orquesta de la Opera Nacional de Paris      |
| 2012 | Frank Shipway             | Orquesta Sinfónica de Sao Paulo             |
| 2012 | Daniel Harding            | Orquesta Saito Kinen                        |
| 2012 | Gustav Kuhn               | Orquesta del Festival del Tirol             |
| 2014 | Yuzo Toyama               | Orquesta Sinfónica de la NHK                |
| 2015 | Jakub Hrusa               | Orquesta Sinfónica Metropolitana de Tokio   |
| 2015 | Markuz Stenz              | Orquesta Ensamble Moderno                   |
| 2016 | Kent Nagano               | Orquesta Sinfónica de Gotemburgo            |
| 2016 | Andrés Orozco-Estrada     | Orquesta Sinfónica de la Radio de Frankfurt |
| 2018 | Andrew Davis              | Orquesta Sinfónica de Melbourne             |
| 2018 | Vladímir Yúrovski         | Orquesta Filarmónica de Londres             |
| 2018 | Mariss Jansons            | Orquesta Sinfónica de la Radio de Baviera   |

## Véase
- Así habló Zaratustra
- Burlesque
- Don Juan
- Don Quijote
- Metamorphosen
- Una vida de héroe